# جاسبير
جاسبير (بالإنجليزية: Jasper, Georgia)‏ هي مدينة تقع في مقاطعة بيكينز، جورجيا بولاية جورجيا في الولايات المتحدة. تبلغ مساحة هذه المدينة 8.5 (كم²)، وترتفع عن سطح البحر 446 م، بلغ عدد سكانها 3684 نسمة في عام 2010 حسب إحصاء مكتب تعداد الولايات المتحدة.

## وصلات خارجية
- Cities & Counties - Georgia.gov